# Ľudovít Vladimír Rizner
Ľudovít Vladimír Rizner (10. března 1849, Zemianske Podhradie – 7. října 1913, Zemianske Podhradie) byl slovenský spisovatel, zakladatel slovenské bibliografie, pedagog, etnograf a historik.

## Životopis

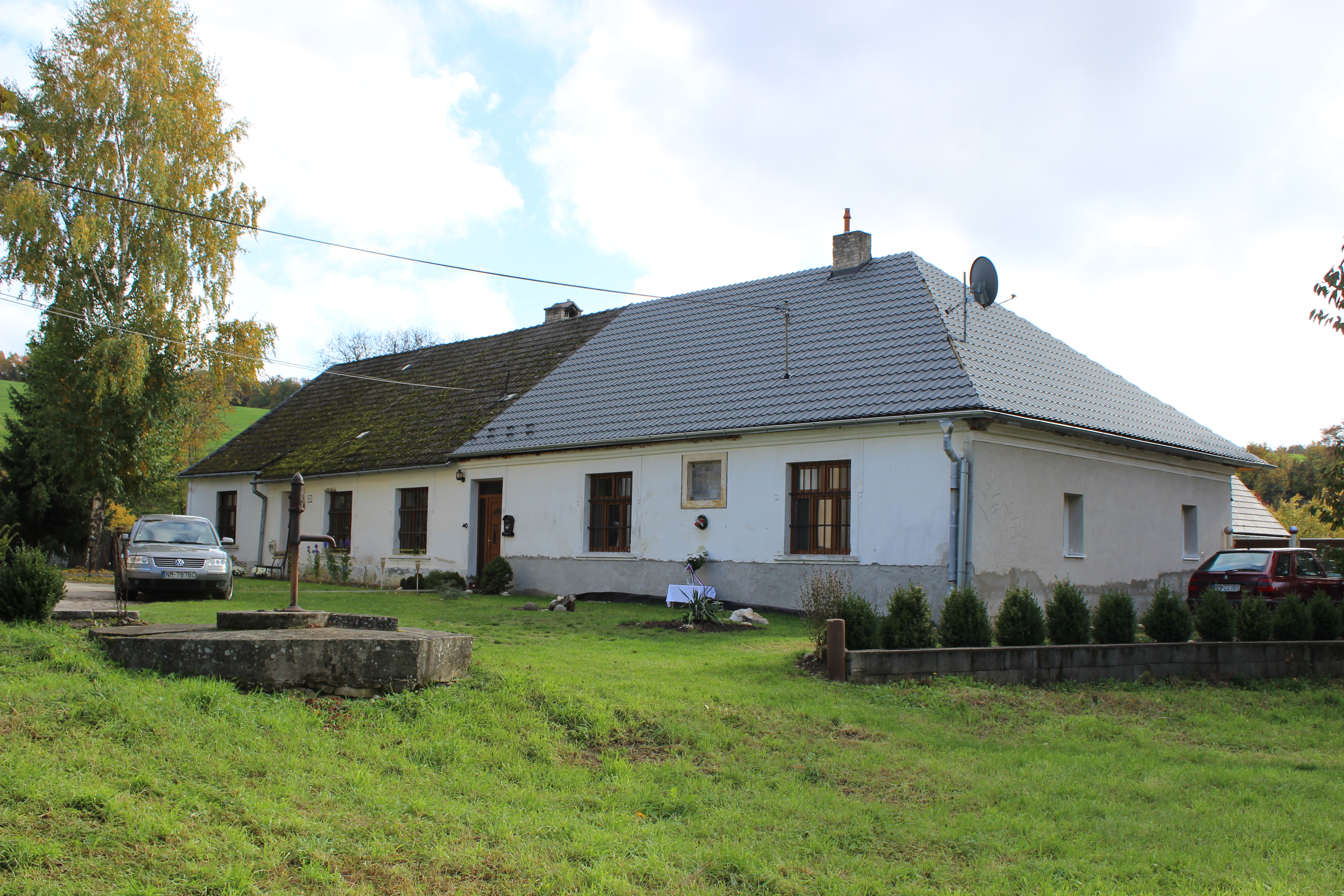
Riznerův rodný dům

Jeho otcem byl učitel Karol Ernest Rizner a matkou Mária Kadlečíková. Po vychození lidové (dnes základní) školy v rodném Zemianskom Podhradie, kde ho učil i jeho otec, studoval od roku 1861 na bratislavském Evangelickém lyceu. Následně pokračoval na gymnáziu v Modre a na Vyšším slovenském gymnáziu v Revúci. Tato studia však nemohl jednak z rodinných (kvůli nemoci svého otce) a také z finančních důvodů dokončit. Roku 1869 se proto vrátil do Zemianského Podhradia a začal svému nemocnému otci jako pomocný učitel vypomáhat ve škole. A když roku 1870 Riznerův otec zemřel, stal se jeho nástupcem.
Roku 1873 složil na tzv. „Trnavskej praeparandii“ učitelskou zkoušku. Ve výuce vedle osnovami předepsané učební látky zasvěcoval své studenty i do tajů zeměpisu a historie. Obdivoval Jana Amose Komenského a jeho myšlenky zahrnoval do svého pedagogického působení. Potřebné pomůcky do výuky si sám vyráběl, vzdělával se a o svém osobním volnu (během prázdnin) navštěvoval známé knihovny či si dopisoval se zahraničními bibliografy.
Vedle učitelského působení se věnoval také dalším aktivitám. Zakládal knihovny, spolky a staral se o vědomostní osvětu nejen svých školáků, ale i ostatních obyvatel svého regionu. Pro svou činnost byl ovšem (především pro podporování názoru o panslavismu) pronásledován uherskou církevní vrchností.
Dne 29. ledna 1872, kdy mu bylo 22 let, se v rodném Zemianském Podhradí oženil s Alžbetou Poláčkovou a z jejich manželství vzešly čtyři děti.

## Literární činnost
Rizner redigoval odborný časopis „Obzor“ či „Knižnicu slovenského ľudu“, přispíval do slovenských i českých kalendářů, které tehdy (vedle dnes obvyklých týdenních plánů) obsahovaly i další – vzdělávací – informace. Své příspěvky zasílal též do časopisů a vědeckých publikací a podílel se i na Ottově slovníku naučném. Za jeho nejvýznamnější dílo je pokládána šestisvazková „Bibliografia písomníctva slovenského na spôsob slovníka od najstarších čias do konca roku 1900“, ke které připojil i archeologickou, historickou, místopisnou a přírodovědeckou bibliografii. Díky tomu, že vycházela ve druhé polovině 19. století, tedy v době útlaku slovenského národa ze strany Uhrů, působila buditelsky na slovenský lid.
O Riznerově vlasteneckém cítění svědčí i jeho citát:
| „                         | Čo je láska k matke alebo k otcovi? Čo je láska k sestre alebo k bratovi? Čo je láska devy k milému svojemu? Nič!, Nič! – proti láske k národu mojemu. | “ |
| — Ľudovít Vladimír Rizner | |   |

Z dalších děl:
- básnická sbírka „Od srdca k srdcu“
- „Dialektický sborník Bošáckej doliny“
- „Materiál k topografickému slovníku“
- „Denník“

Riznerova činnost měla vliv na dílo jeho neteře, slovenské spisovatelky Ľudmily Riznerové–Podjavorinské.

## Památka Ľudovíta Vladimíra Riznera

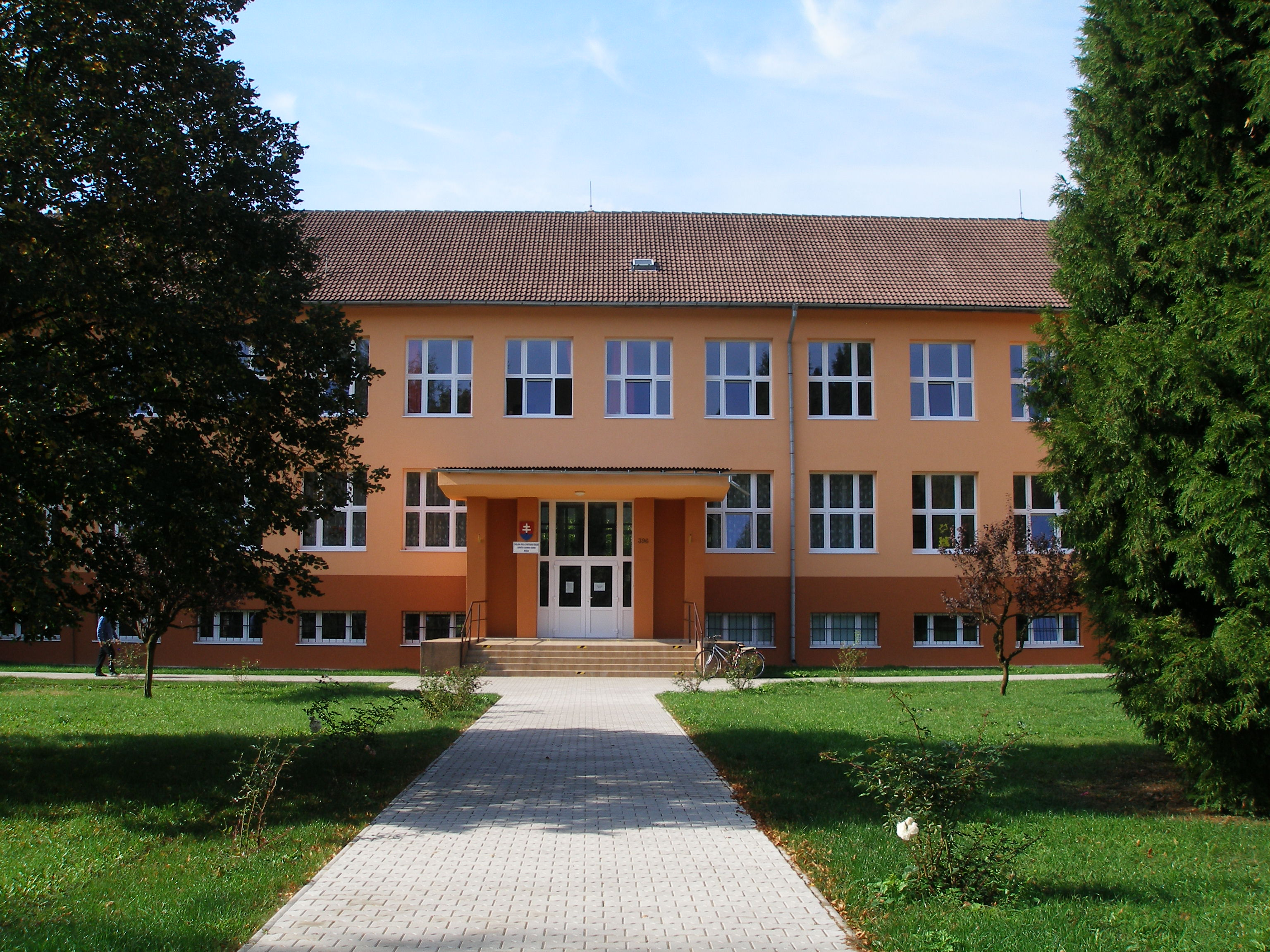
Základní a mateřská škola v Bošáci

Na Riznerovu počest byla 3. října 2009 u příležitosti výročí 50. let od svého otevření přejmenována škola v Bošáci na „Základní školu s mateřskou školou Ľudovíta Vladimíra Riznera“.
A Riznerovo jméno nese i knihovna v Novém Městě nad Váhom.